# 앵글로노르만인의 아일랜드 침공

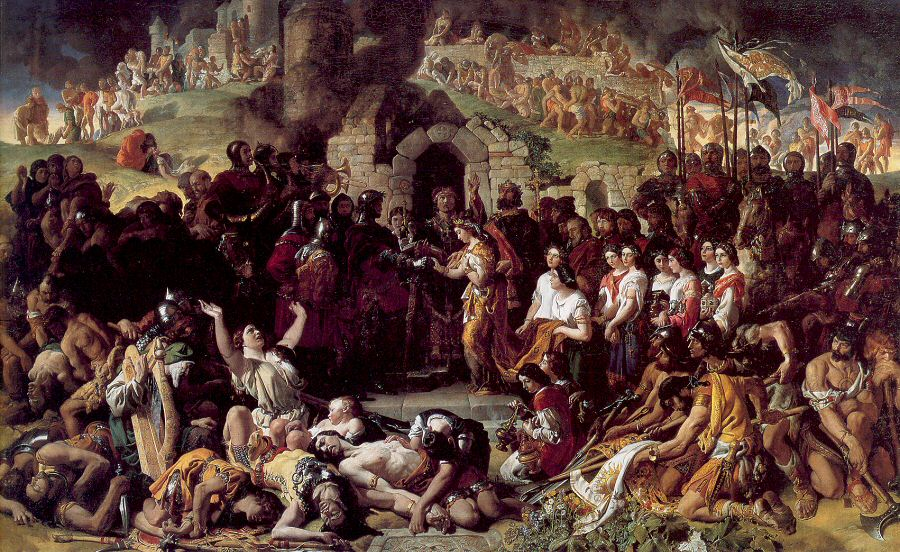

앵글로노르만인의 아일랜드 침공(Anglo-Norman invasion of Ireland)은 12세기 후반에 일어났는데, 이때 앵글로노르만인은 점차 아일랜드섬의 넓은 땅을 정복하고 획득했으며, 그 후 잉글랜드 국왕이 주권을 주장했다. 앵글로노르만인들은 이 침공이 교황 칙서 라우다빌리테르(Laudabiliter)에 의해 승인되었다고 주장했다. 당시 게일 아일랜드는 여러 왕국으로 구성되어 있었고, 아르드리(High King)가 대부분의 다른 왕들에 대한 주권을 주장했다. 앵글로노르만인의 침공은 아일랜드 역사상 800년이 넘는 영국의 아일랜드 통치의 시작을 알리는 분수령이었다.
총 기간은 1169년 5월부터 1177년까지 이어졌으며 결과적으로는 앵글로노르만인이 승리했다.

## 같이 보기
- 아일랜드 독립 전쟁
- 노르만 정복